# Semecarpus moonii
Semecarpus moonii är en sumakväxtart som beskrevs av Thw.. Semecarpus moonii ingår i släktet Semecarpus och familjen sumakväxter. Inga underarter finns listade i Catalogue of Life.